# Факултет ликовних умјетности Универзитета Црне Горе
Факултет ликовних умјетности Универзитета Црне Горе јесте једна од образовних институција Универзитета Црне Горе. Факултет се налази на Цетињу, у згради некадашње руске амбасаде у Црној Гори.
Ликовно образовање на Цетињу почело је оснивањем Средње умјетничке школе 1947. године. Осамнаестог. маја 1988. године званично је основан Факултет ликовних умјетности. Факултет се налази у згради некадашње руске амбасаде коју је пројектовао италијански архитекта и која је заштићена Законом о историјским споменицима.

## Организација
Факултет ликовних уметности представља савремену уметничку и образовну установу која организује рад на академским основним, специјалистичким и мастер студијама у оквиру следећих студијских програма:
- Сликарство
- Скулптура
- Графика
- Графички дизајн

## Центар 42°
Центар за истраживање уметности 42° Факултета ликовних умјетности основан је 2010. године. Његов циљ је да промовише савремену умјетност и њену продукцију. У оквиру Центра се налази библиотека (која обухвата наставни материјал Факултета ликовних умјетности и Факултета драмских умјетности), галерија и 2 апартмана за смјештај гостујућих професора.